# 1. FC Lübars
Az 1. FC Lübars német labdarúgócsapat Berlin-Lübarsban. Az 1962-ben alapított klub hazai mérkőzéseit a Sportplatz Schluchseestraßen rendezi. Női labdarúgó részlegéről ismertebb, amely korábban a másodosztályú bajnoki címet szerzett. A férfi csapat a Bezirksliga Berlin 1-ben, a német labdarúgó-bajnokság nyolcadik szintjén versenyez. 

## Női futball
A klub 1971-ben nyitotta meg női labdarúgó szakágát. 2009-ben a női részleg együttműködött a Hertha BSC-vel, hogy képviselje őket a női versenyeken, beleértve a 2. Bundesligát és a DFB-Pokalt. A 2014-15-ös 2. Bundesliga szezont bajnokként abszolválták, azonban nem kaptak engedélyt a Bundesliga-beli játékra. Következő évadjukban pénzügyi problémáik miatt a klub megszüntette női szakosztályát.

## Sikerlista
- Német másodosztályú bajnok (1): 2014–15